# Cerro Camoruco
El Cerro Camoruco es una formación montañosa ubicada en el Municipio Pao en el extremo norte del estado Cojedes, Venezuela. A una altitud promedio de 761 m s. n. m., el Cerro Camoruco es una de las montañas más altas en Cojedes.

## Ubicación
El Cerro Camoruco es el punto más elevado de una región que combina sabanas y pequeñas elevaciones rocosas en la Fila Las Lámparas, al este del Embalse de Cachinche. Colinda hacia el este con el sector «Las Hermanitas».